# (15673) Chetaev
(15673) Chetaev est un astéroïde  de la ceinture principale aréocroiseur.

## Description
(15673) Chetaev est un astéroïde aréocroiseur. Il présente une orbite caractérisée par un demi-grand axe de 2,21 UA, une excentricité de 0,27 et une inclinaison de 5,4° par rapport à l'écliptique.

## Compléments